# Henry Carey (barón de Hunsdon)
Henry Carey (o Cary), 1.er Barón de Hunsdon (4 de marzo de 1526 - 23 de julio de 1596) era un noble inglés.
Fue hijo de María Bolena, la hermana de Ana Bolena y también la amante del Rey Enrique VIII de Inglaterra. Los historiadores dudan en cuanto a si él era el hijo biológico de Enrique VIII, o del esposo de Bolena, William Carey, caballero de la Cámara Privada y Abogado de la Administración del Rey Enrique VIII.

## Biografía

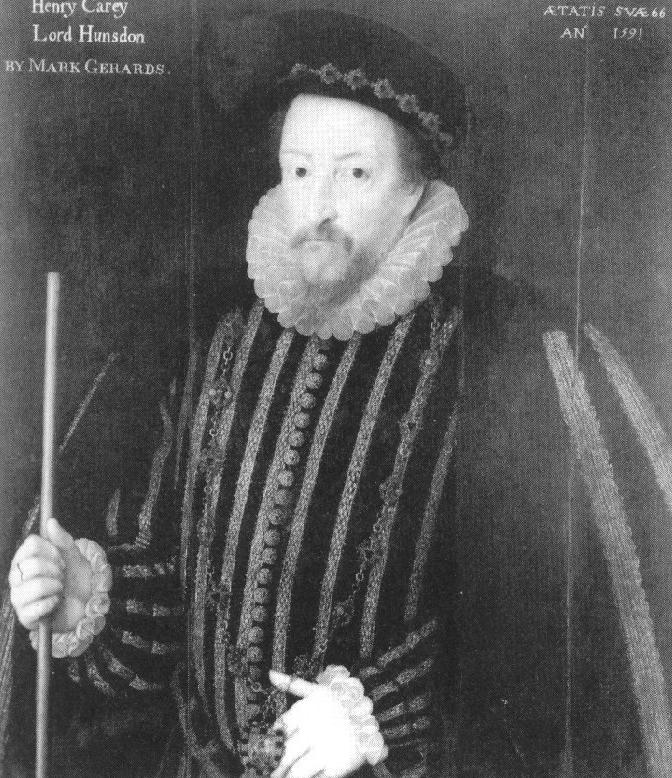
Henry Carey, hijo de María Bolena y William Carey

Era el hijo de María Bolena, la hermana de Ana Bolena, y también la amante del rey Enrique VIII de Inglaterra. Los historiadores sobre la paternidad de Catalina Carey y de su hermano permanece incierta entre Enrique VIII y William Carey, Caballero de la cámara privada y Esquire del cuerpo del rey Enrique VIII , pero él tenía un gran parecido con el rey.
El padre legal de Enrique, murió de repente de la enfermedad del sudor el 23 de junio de 1528, cuando Enrique tenía sólo dos años. Carey y su hermana mayor, Catalina quedaron bajo la tutela de su tía materna Ana Bolena, quien se comprometió con Enrique VIII en el momento. Los niños todavía tenían un contacto activo con su madre, que se quedaron en buenos términos con su hermana, hasta que fuga en secreto de María con un soldado, William Stafford (más tarde Lord de Chebsey) en 1535.
Ana Bolena actuó como mecenas de su sobrino y le proporcionó una educación de alta calidad en un prestigioso monasterio cisterciense. Él también fue alumno en algún momento del poeta francés Nicolas Bourbon, cuya vida había salvado de la Inquisición francesa después de la intervención de la reina Ana.
Cuando su tía Ana fue decapitada en mayo de 1536, tenía sólo diez años. Su madre murió siete años más tarde en 1543 en su finca en Essex, y fue devuelto a su familia.

## Matrimonio
El 21 de mayo de 1545 se casó con Anne Morgan, (hija de sir Thomas Morgan, de Arkestone, Herefordshire, y Whitney Elizabeth) que dio como resultado el nacimiento de dieciséis hijos:
- William Carey.
- Sir George Carey, 2.º barón Hunsdon (1547 - 8 de septiembre de 1603). Se casó el 29 de diciembre de 1574 con Elizabeth Spencer, hija de Sir John Spencer, miembro del Parlamento que representa a Northamptonshire , y Katherine Kitson.
- Sir John Carey, 3.er barón Hunsdon (c.1548-abril de 1617). Se casó el 20 de diciembre de 1576 con Mary Hyde, hija de Leonard Hyde de Throcking, Hertfordshire . Eran padres de Henry Carey, 1.er conde de Dover .
- Henry Carey. MP para Berwick y Buckingham.
- Katherine Carey (ca. 1550 - 25 de febrero de 1603). Fue esposa de Charles Howard, 1.er conde de Nottingham .
- Thomas Carey. Murió en la infancia.
- Sir Edmund Carey (ca. 1558–1637). Se casó tres veces. Primero a Mary Crocker, segunda a Elizabeth Neville y tercera a Judith Humphrey. Era el padre de un joven sir Robert Carey, pero no está seguro de qué esposa le dio a luz.
- Robert Carey, 1.er conde de Monmouth (1560 - 12 de abril de 1639). Se casó el 20 de agosto de 1593 con Elizabeth Trevannion , hija de Sir Hugh Trevannion y Sybilla Morgan. Fueron padres de Henry Carey, 2.º conde de Monmouth .
- Thomas Carey. Presumiblemente el nombre del fallecido hermano. También murió en la infancia.
- Joan Carey
- Filadelfia Carey. Estaba casada con Thomas Scrope, 10.º barón Scrope y fue madre de Emanuel Scrope, 1.er conde de Sunderland .
- Margaret Carey. Estaba casada con Sir Edward Hoby , hijo de Thomas Hoby y Elizabeth Cooke.
- Elizabeth Carey
- Anne Carey
- Eleanor Carey
- Matilda carey

Además, Henry tuvo varios hijos ilegítimos, entre ellos Valentine Carey (c.1570-1626) , que eventualmente sirvió en el ejército bajo su padre y alcanzó un rango bastante alto